# نشرة الأخبار

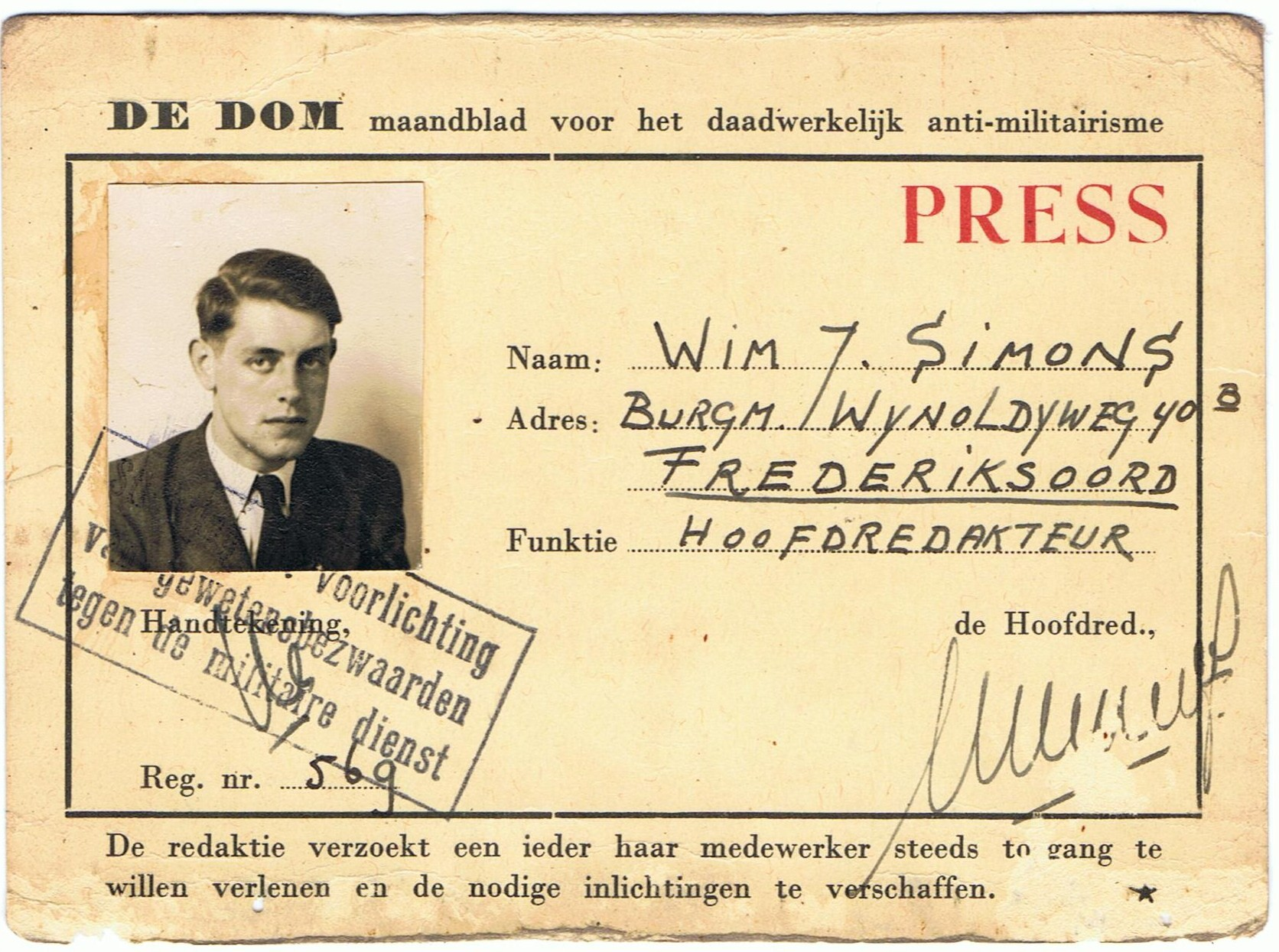

نشرة الأخبار هي مقالة دورية تنطلق في مواعيد محددة طبقا لجدول زمني يتيح لمتلقيها استقبال الأخبار المتعلقة به سواء في الإطار المحلي أو الإطار الإقليمي أو الدولي وتطلق نشرة الأخبار على مصدر الأخبار من خلال منظومتين شهيرتين الاذاعة والتليفزيون وأحيانا تسمى بتوقيت اذاعتها. مثلا إذا كانت تذاع عند الساعة السادسة فيقال «نشرة السادسة» والإذاعة هي أشهر في تقديم نشرة الأخبار عن التليفزيون بسبب أقدمية الإذاعة وكذلك سهولة استخدام جهاز الاستقبال «الراديو» في أي مكان وبابسط الطاقة الكهربائية ولا يطلق على المقالات المكتوبة نشرة الأخبار فهي دائما متعلقة بمذيع يتلو على مستميعيها ما كتبه محررها.